# Мърсър (окръг, Ню Джърси)
Вижте пояснителната страница за други значения на Мърсър.
Окръг Мърсър (на английски: Mercer County) е окръг в щата Ню Джърси, Съединени американски щати. Площта му е 593 km², а населението – 371 023 души (2016). Административен център е град Трентън.